# HMS Duke of York (17)
HMS Duke of York va ser un cuirassat de classe King George V de la Royal Navy. Se li posà la quilla el maig de 1937, sent construït per John Brown and Company a Clydebank, Escòcia, i posat en servei a la Royal Navy el 4 de novembre de 1941, i posteriorment va assistir al servei de combat durant la Segona Guerra Mundial.
A mitjans de desembre de 1941, el Duke of York va transportar el primer ministre Winston Churchill als Estats Units per reunir-se amb el president Franklin D. Roosevelt. El viatge pel mar va ser dur fins i tot per a l'Atlàntic Nord, Churchill va escriure a la seva dona: "Estar en un vaixell amb un temps com aquest és com estar a una presó, amb la possibilitat addicional de ser ofegat". Entre març i setembre de 1942, el Duke of York va participar en tasques d'escorta de convois, inclòs com a vaixell insígnia de la Força de Coberta Pesant del comboi PQ-17, però a l'octubre va ser enviat a Gibraltar on es va convertir en el vaixell insígnia de la Força H.
L'octubre de 1942, el Duke of York va estar involucrat en la invasió aliada del nord d'Àfrica, però va veure poca acció, ja que el seu paper només la requeria protegir els portaavions. El Duke of York va aturar el vaixell portuguès Gil Eannes l'1 de novembre de 1942 i un comando va arrestar a Gastão de Freitas Ferraz. Els britànics havien recollit trànsit de ràdio indicant espionatge naval, possiblement comprometent el secret de la propera operació Torxa .
Després de l'operació Torxa, el Duke of York va participar en les operacions Camera i Governor, que eren operacions de diversió dissenyades per allunyar l'atenció dels alemanys de l'operació Husky, la invasió de Sicília. El 4 d'octubre, el Duke of York va operar amb el seu vaixell germà Anson per cobrir una força de creuers i destructors aliats i el portaavions nord-americà Ranger, durant l'operació Capdill, que va atacar el vaixell alemany davant Noruega. L'atac va enfonsar quatre vaixells mercants i en va danyar molt set més.
El 26 de desembre de 1943, el Duke of York va formar part d'un grup de treball que es va trobar amb el cuirassat alemany  Scharnhorst davant del Cap Nord de Noruega. Durant el combat que va seguir, el Scharnhorst va tocar a Duke of York dues vegades amb poc efecte, però el mateix va rebre l'impacte de diversos obusos de 14 polzades del Duke of York, silenciant una de les seves torretes i colpejant una sala de calderes. Després d'escapar temporalment del foc pesat del Duke of York, Scharnhorst va ser colpejat diverses vegades per torpedes, el que va permetre al Duke of York tornar a obrir foc, contribuint a l'eventual enfonsament del Scharnhorst després d'una acció de carrera de deu hores i mitja de durada.
El 1945, el Duke of York va ser assignat a la flota britànica del Pacífic com a vaixell insígnia, però va patir problemes mecànics a Malta que li van impedir arribar a temps per veure qualsevol acció abans que el Japó es rendia.
Després de la guerra, el Duke of York va romandre actiu fins que va ser retirat del servei el novembre de 1951. Finalment va ser desballestat el 1957.

## Construcció
Després de la Primera Guerra Mundial, el Tractat Naval de Washington es va redactar l'any 1922 amb l'objectiu d'aturar una carrera armamentística entre Gran Bretanya, Japó, França, Itàlia i els Estats Units. Aquest tractat limitava el nombre de vaixells que cada nació podia construir i limitava el desplaçament dels vaixells capitals a 35.000 tones llargues (36.000 t). Aquestes restriccions es van ampliar el 1930 a través del Tractat de Londres, però a mitjans dels anys trenta el Japó i Itàlia s'havien retirat d'aquests dos tractats i els britànics es van preocupar per la manca de cuirassats moderns a la Royal Navy. L'Almirallat per això va ordenar la construcció d'una nova classe de cuirassats: la classe King George V. A causa de les disposicions tant del Tractat Naval de Washington com del Tractat de Londres, tots dos encara estaven en vigor quan es dissenyaven els King George V, l'armament principal de la classe es limitava als canons de 14 polzades (356 mm). Eren els únics cuirassats construïts en aquell moment per adherir-se al tractat i, tot i que aviat es va fer evident per als britànics que els altres signants del tractat ignoraven els seus requisits, era massa tard per canviar el disseny de la classe abans que fossin. establert el 1937.
El Duke of York va ser el tercer vaixell de la classe King George V, i se li posà la quilla a la drassana de John Brown & Company a Clydebank, Escòcia, el 5 de maig de 1937. Se li asignà el número de drassana 554. El títol de Duc de York estava en suspens en aquell moment, en el que tenia el rei Jordi VI abans de la seva successió al tron el desembre de 1936. El cuirassat va ser llançat el 28 de febrer de 1940 i es va completar el 4 de novembre de 1941, i es va unir a la Home Fleet a Scapa Flow.

## Descripció
El Duke of York desplaçava 36.727 tones llargues (37.316 t) tal com es va construir i 42.076 tones llargues (42.751 t) completament carregades. El vaixell tenia una eslora total de 740 peus (225,6 m), una mànega de 103 peus (31,4 m) i un calat de 29 peus (8,8 m). La seva alçada metacèntrica dissenyada era de 6 peus 1 polzada (1,85 m) amb càrrega normal i 8 peus 1 polzada (2,46 m) amb càrrega profunda.
Estava accionat per turbines de vapor Parsons, accionant quatre eixos d'hèlix. El vapor era proporcionat per vuit calderes de tubs d'aigua de 3 tambors de l'Almirallat que normalment lliuraven 100.000 shp (75.000 kW), però podien lliurar 110.000 shp (82.000 kW) en cas de sobrecàrrega d'emergència.
Això donava al Duke of York una velocitat màxima de 28 nusos (52 km/h; 32 mph). El vaixell transportava 3.700 tones llargues (3.800 t) de fuel, que després es va augmentar a 4.030 tones llargues (4.100 t) També transportava 183 tones llargues (186 t) de gasoil, 256 tones llargues (260 t) d'aigua d'alimentació de reserva i 430 tones llargues (440 t) d'aigua dolça. A tota velocitat, el Duke of York tenia un abast de 3.100 millesnàutiques (5.700 km; 3.600 milles) a 27 nusos (50 km/h; 31 mph).

### Armament
El Duke of York muntava 10 canons Mk VII BL de 14 polzades (356 mm), que estaven muntats en una torreta bessona Mark II davant i dues torretes quàdruples Mark III, una a proa i una altra a popa. Els canons es podien elevar 40 graus i baixar 3 graus, mentre que els seus arcs d'entrenament variaven. La torreta "A" va poder recórrer 286 graus, mentre que les torretes "B" i "Y" podien moure's 270 graus. Es van utilitzar accionaments hidràulics en el procés d'entrenament i elevació, aconseguint velocitats de dos i vuit graus per segon, respectivament. Una  cara ample del canó pesava 15.950 lliures (7.230 kg) i es podia disparar una salva cada 40 segons. L'armament secundari constava de 16 canons de doble propòsit QF de 5,25 polzades (133 mm) Mk I que es van muntar en vuit torretes bessones. L'abast màxim dels canons Mk I era de 22.009,6 m (24.070 iardes) a una elevació de 45 graus, el sostre antiaeri era de 14.935,2 m (49.000 peus). Els canons es podrien elevar a 70 graus i rebaixar-se fins a 5 graus. La velocitat normal de foc era de deu a dotze tirs per minut, però a la pràctica els canons només podien disparar de set a vuit tirs per minut.
Juntament amb les seves bateries principal i secundària, el Duke of York portava 48 canons antiaeri QF 2 pdr (40 mm (1,6 polzades)) Mk.VIII "pom-pom" en sis muntatges octuples, accionats per motor. Aquests es van complementar amb sis canons lleugers antiaeris A Oerlikon de 20 mm (0,8 polzades) en muntures individuals treballades a mà.

## Historial operatiu

### Segona Guerra Mundial

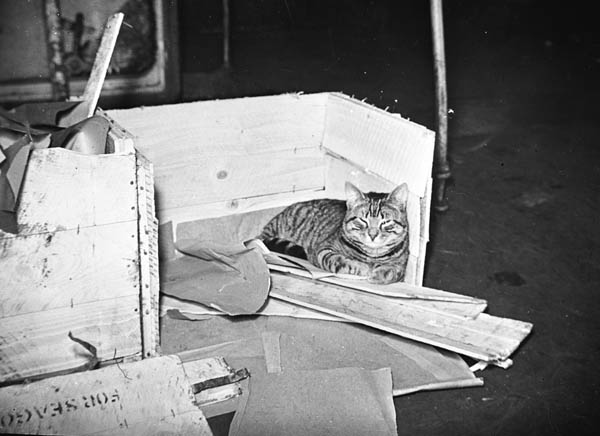
Whisky, el gat del vaixell, fora de servei

A mitjans de desembre de 1941, el Duke of York va embarcar el primer ministre Winston Churchill per a un viatge als Estats Units per conversar amb el president Franklin D. Roosevelt. Va arribar a Annapolis, Maryland, el 22 de desembre de 1941, va fer un creuer a les Bermudes el gener de 1942 i va marxar cap a Scapa Flow el 17 de gener amb Churchill tornant a casa per avió.
L'1 de març de 1942, va proporcionar una escorta propera al convoy PQ 12 en companyia del creuer de batalla Renown, el creuer Kenya i sis destructors. El 6 de març, aquesta força es va reforçar amb un dels vaixells germans del Duke of York, el King George V, i el portaavions Victorious, el creuer pesant Berwick, i sis destructors com a resultat de les preocupacions de l'almirall John Tovey que el cuirassat alemany Tirpitz podria intentar interceptar el comboi. El 6 de març, el cuirassat alemany va sortir a la mar i va ser albirat per un britànic submarí cap a les 19:40; no es va establir cap contacte, però, tret d'un atac de torpedes aeri sense èxit per part d'un avió del Victorious.

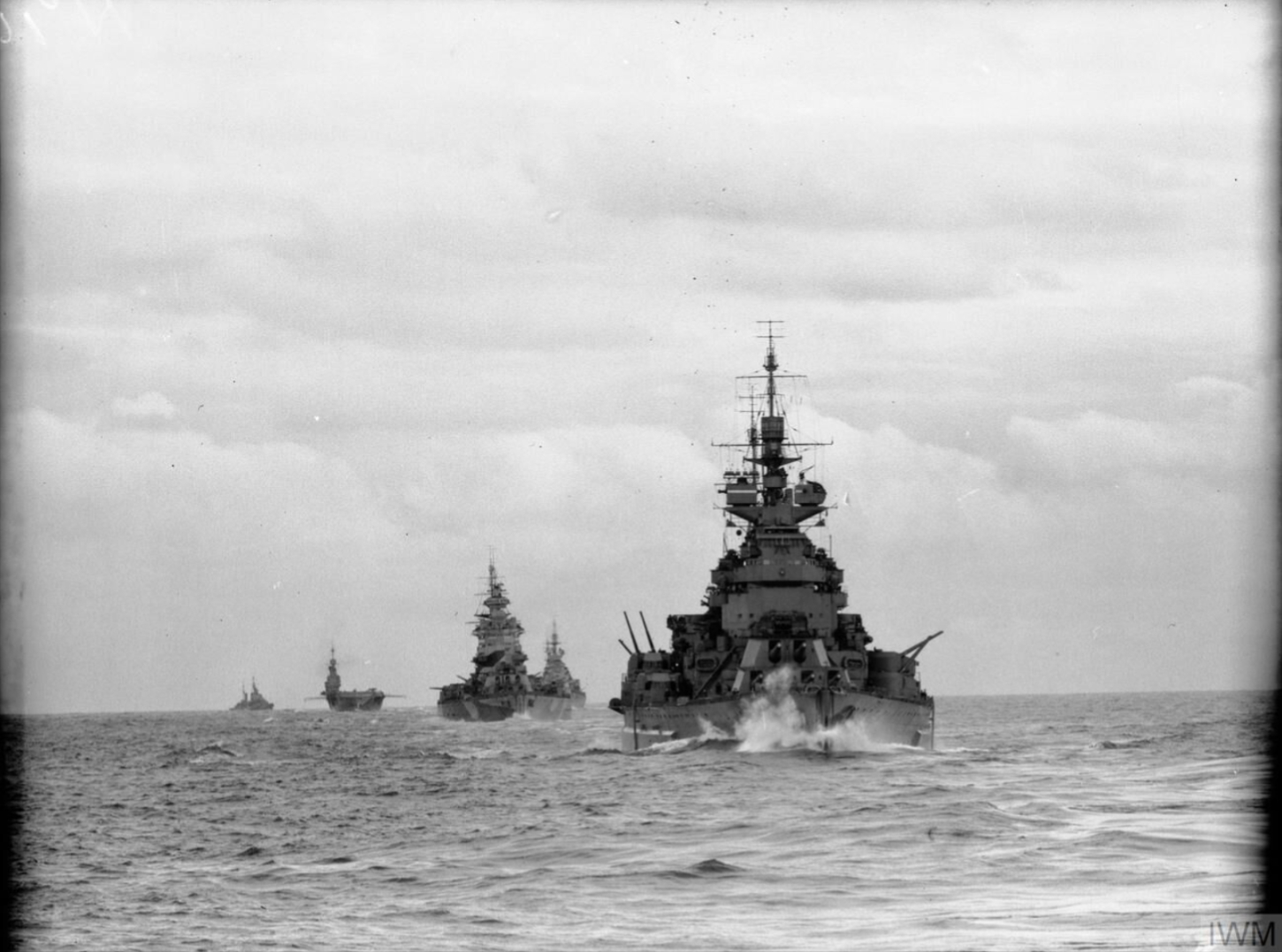
El Duke of York lidera el, el, el, i l' durant l'ocupació del nord d'Àfrica francès

Més tard aquell mes, es va constituir el convoy PQ 13 i el Duke of York va tornar a formar part de la força d'escorta. A principis d'abril, el Duke of York, el King George V i el portaavions Victorious van formar el nucli d'una força de suport que va patrullar entre Islàndia i Noruega per cobrir diversos combois cap a la Unió Soviètica. A finals d'abril, quan el King George V va colpejar i enfonsar accidentalment el destructor Punjabi en una densa boira, patint danys importants a la proa, el Duke of York va ser enviat per rellevar-lo. Va continuar en aquestes operacions fins al maig, quan se li va unir el cuirassat nord-americà USS Washington. A mitjans de setembre, el Duke of York va escortar el comboi QP 14.
L'octubre de 1942, el Duke of York va ser enviat a Gibraltar com a nou vaixell insígnia de la Força H, i va donar suport als desembarcaments aliats al nord d'Àfrica el mes següent. Durant aquest temps, el Duke of York va ser atacat aeri per avions italians en diverses ocasions, però les incursions van ser a escala relativament petita i van ser abordades ràpidament amb el "paraigua" proporcionat per l'avió dels transportistes que l'acompanyaven el Victorious, el Formidable i el Furious. Després d'aquesta acció, el Duke of York va tornar a Gran Bretanya per a una reparació.
Amb el seu reacondicionament completat, el Duke of York va reprendre la seva condició de vaixell insígnia des del 14 de maig de 1943 a l'espera de la sortida del King George V i el Howe per a l'operació Husky, la invasió aliada de Sicília. L'operació Gearbox el juny de 1943 va implicar una escombrada per part del Duke of York i l'Anson, en companyia dels cuirassats nord-americans USS Alabama i South Dakota, per proporcionar cobertura llunyana per a operacions menors a Spitsbergen i Kola Inlet, mentre que el mes següent es van dur a terme operacions de diversió, amb el nom en clau "Càmera" i "Gobernador de Noruega", per tal de desviar l'atenció dels alemanys de l'operació Husky. El 4 d'octubre, el Duke of York i l'Anson van cobrir una força de creuers i destructors aliats i el portaavions nord-americà USS Ranger sota l'operació Capdill, que va atacar la navegació alemanya alemany davant de Noruega. L'atac va provocar l'enfonsament de quatre vaixells mercants alemanys i altres set que van quedar danyats, fet que va obligar molts d'ells a quedar a terra.

#### Acció contra el Scharnhorst

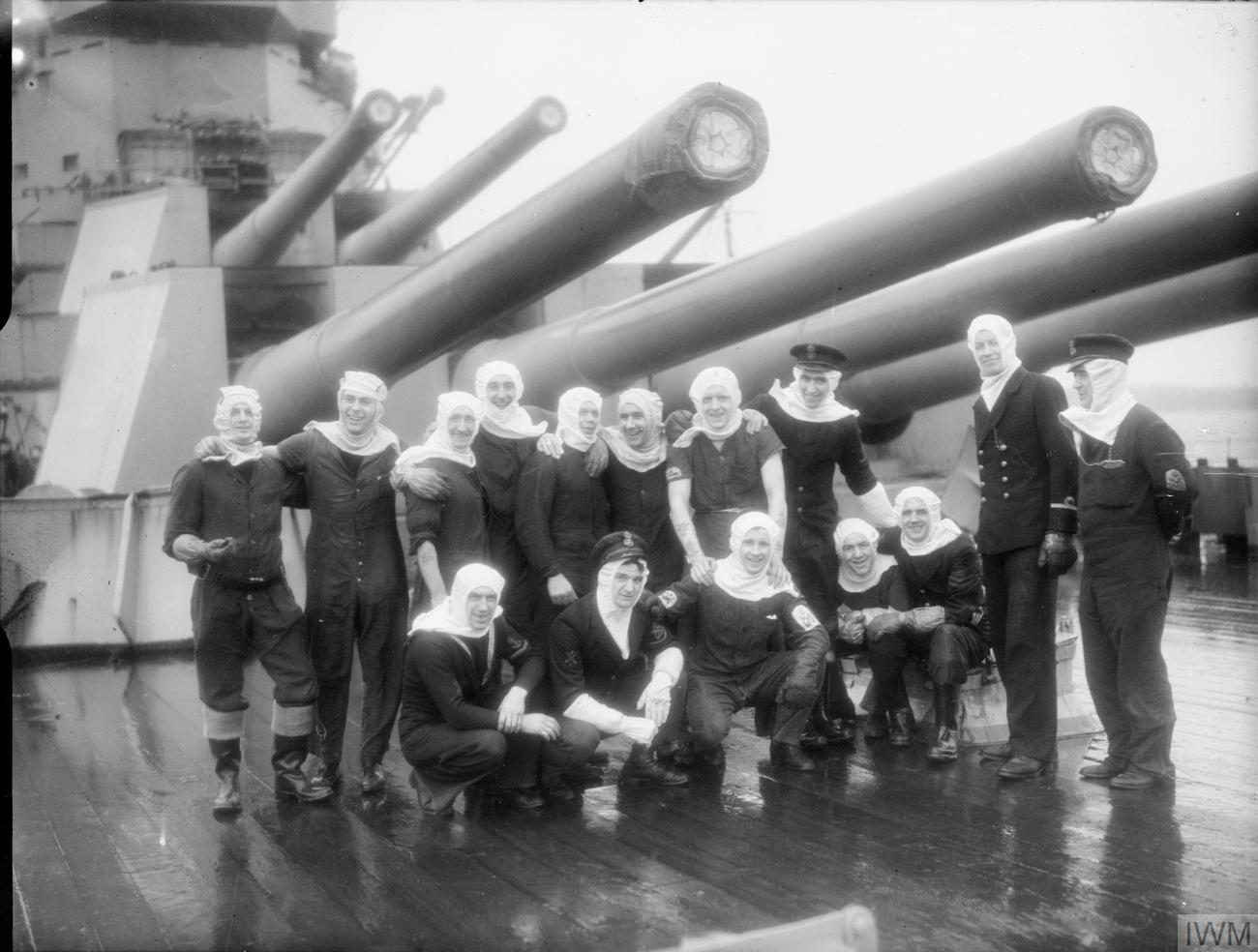
Membres dels equips d'armes del Duke of York a Scapa Flow després de la batalla del Cap Nord

El 1943, el cuirassat alemany Scharnhorst es va traslladar a Noruega, una posició d'on podria amenaçar els combois àrtics cap a Rússia. Amb el Tirpitz i dos vaixells blindats també als fiords noruecs, va ser necessari que la Royal Navy proporcionés escortes pesades per als combois entre Gran Bretanya i Rússia. Un d'ells va ser albirat pels alemanys a principis de desembre de 1943, i la intel·ligència aliada va concloure que el següent comboi, el comboi JW 55B, seria atacat pels vaixells de superfície alemanys. Es van assignar dues forces de superfície (Forces 1 i 2) per proporcionar cobertura llunyana al JW 55B, que havia sortit de Loch Ewe el 22 de desembre. El 25 de desembre de 1943, Scharnhorst va ser informat al mar, escortat per cinc destructors de classe Narvik (Z29, Z30, Z33, Z34 i Z38). La Força 1, que inclou el creuer pesat de classe County Norfolk i els creuers lleugers de classe Town Belfast i Sheffield, va contactar poc després de les 09:00 del 26 de desembre. Va seguir un breu enfrontament amb artilleria, sense danys a la Força 1, però dos impactes dels canons d'un creuer sobre el Scharnhorst van provocar la destrucció dels seus controls del radar. En empitjorar el temps, incapaç de controlar eficaçment el seu foc, el Scharnhorst no va poder convertir un avantatge tàctic d'un major rang i pes de tir. Tement que estigués en un duel d'artilleria amb un cuirassat, el Scharnhorst va virar i va superar els seus perseguidors. Va tornar a superar la Força 1 després d'una segona breu batussa cap al migdia que no va danyar encara més el Scharnhorst, però va impactes cops sobre el Norfolk que van desactivar una torreta de la bateria principal i el seu radar. El Konteradmiral Erich Bey de la Kriegsmarine, a bord del Scharnhorst, després d'haver retirat els seus destructors per buscar de manera independent el comboi JW 55B, va ordenar el Scharnhorst que tornés al port d'Altafjord.

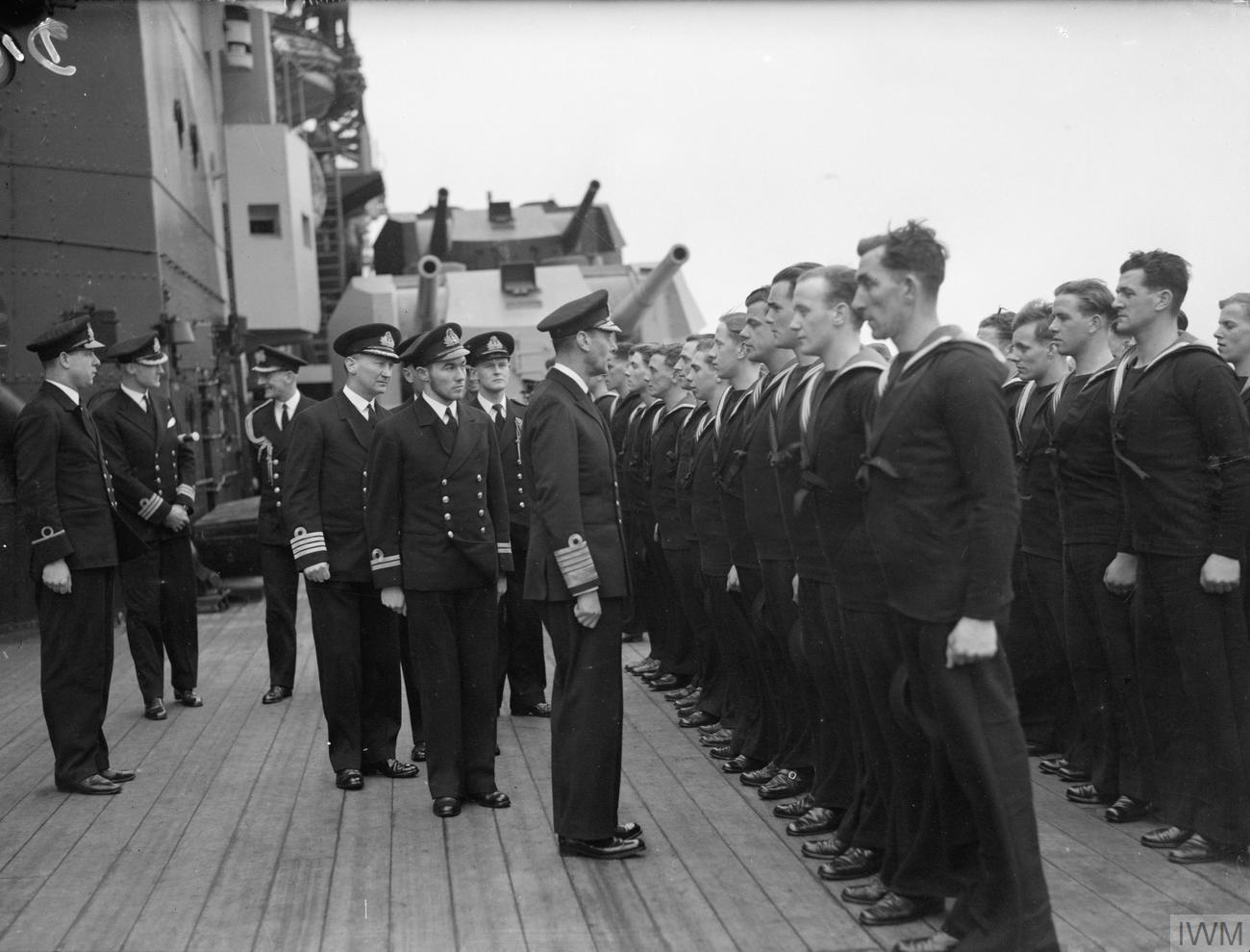
El rei Jordi VI i l'almirall Bruce Fraser a bord del Duke of York a Scapa Flow, agost de 1943

Mentrestant, la Força 2, formada pel Duke of York, el creuer lleuger de classe Crown Colony Jamaica, i quatre destructors de classe S Saumarez, Savage i Scorpion, i el destructor noruec Stord), estava tancant, i es va estimar que una acció nocturna amb el Scharnhorst començaria cap a les 17:15. Però el Scharnhorst va alterar el rumb i el Belfast va recuperar el contacte del radar, passant-lo a la Force 2. El Duke of York va fer el seu contacte inicial de radar a les 16:17, a una distància de 45.500 iardes (41.600 m), i la Força 2 va començar a maniobrar per a foc de banda i torpedes pels destructors. El Belfast va disparar bengales a les 16:48 per il·luminar el Scharnhorst, seguit d'un altre bengala d'un dels canons de 5,25 polzades (133 mm) del Duke of York, agafant el Scharnhorst per sorpresa amb la seva bateria principal entrenada a proa i a popa. A les 16:50, el Duke of York s'havia tancat a menys d'11.000 m (12.000 yardes) i va obrir foc amb una banda completa de 10 canons, anotant un cop. Encara que sota un fort foc, el foc de retorn del Scharnhorst es va situar a cavall del Duke of York diverses vegades i li va colpejar dues vegades. Un obús de 28,3 cm (11,1 polzades) va passar pel pal principal i la seva pota de babord sense detonar, però els fragments de l'impacte van destruir el cable del radar de recerca principal. Un obús de 15 centímetres (5,9 polzades) també va perforar el puntal de babord del pal de prora sense explotar. A les 16:55, un obús de 14 polzades (356 mm) del Duke of York va silenciar les torretes de la bateria principal davantera del Scharnhorst, Anton i Bruno, però aquesta va mantenir la velocitat de manera que a les 18:24 el rang s'havia obert a 21.400 iardes (19.600 m), quan el Duke of York va cessar el foc després d'haver gastat 52 anades. No obstant això, un obús de les salves finals va perforar el cinturó de blindatge del Scharnhorst i va destruir la seva sala de calderes número 1, alentint el vaixell i permetent als destructors britànics que el perseguien l'aconseguissin.
Els destructors de la Force 2 van atacar a les 18:50 amb torpedes, llançant-ne 28 i anotant quatre impactes. Això va frenar encara més el Scharnhorst, i a les 19:01 el Duke of York i el Jamaica va tornar a obrir foc, a una distància de 10.400 iardes (9.500 m). A les 19:15, el Belfast també va començar a bombardejar el Scharnhorst, i tant el Belfast com el Jamaica van disparar els seus torpedes restants. Almenys deu obusos de 14 polzades ja havien impactat en el cuirassat alemany, provocant incendis i explosions, i silenciant la major part de la bateria secundària. El 1916, les tres torres principals de 28,3 centímetres (11,1 polzades) a bord del Scharnhorst havia deixat de disparar i la seva velocitat s'havia reduït a 10 nusos (19 km/h; 12 mph). El Duke of York va cessar el foc a les 19:30 per permetre que els seus creuers i destructors d'escorta es tanquessin sobre el Scharnhorst. En les etapes finals de la batalla, els destructors Matchless, Musketeer, Opportune i Virago van disparar un total de 19 torpedes al Scharnhorst, fent-la arribar malament a babord, i a les 19:45 el Scharnhorst va bolcar i es va enfonsar ràpidament després d'un una acció en curs de deu hores i mitja de durada, portant amb ella 1.932 homes (només hi havia 36 supervivents). Després del seu enfonsament i de la retirada de la majoria de les unitats de superfície pesades alemanyes restants de Noruega, la necessitat de mantenir forces de superfície poderoses a les aigües domèstiques britàniques va disminuir.

#### Operacions posteriors

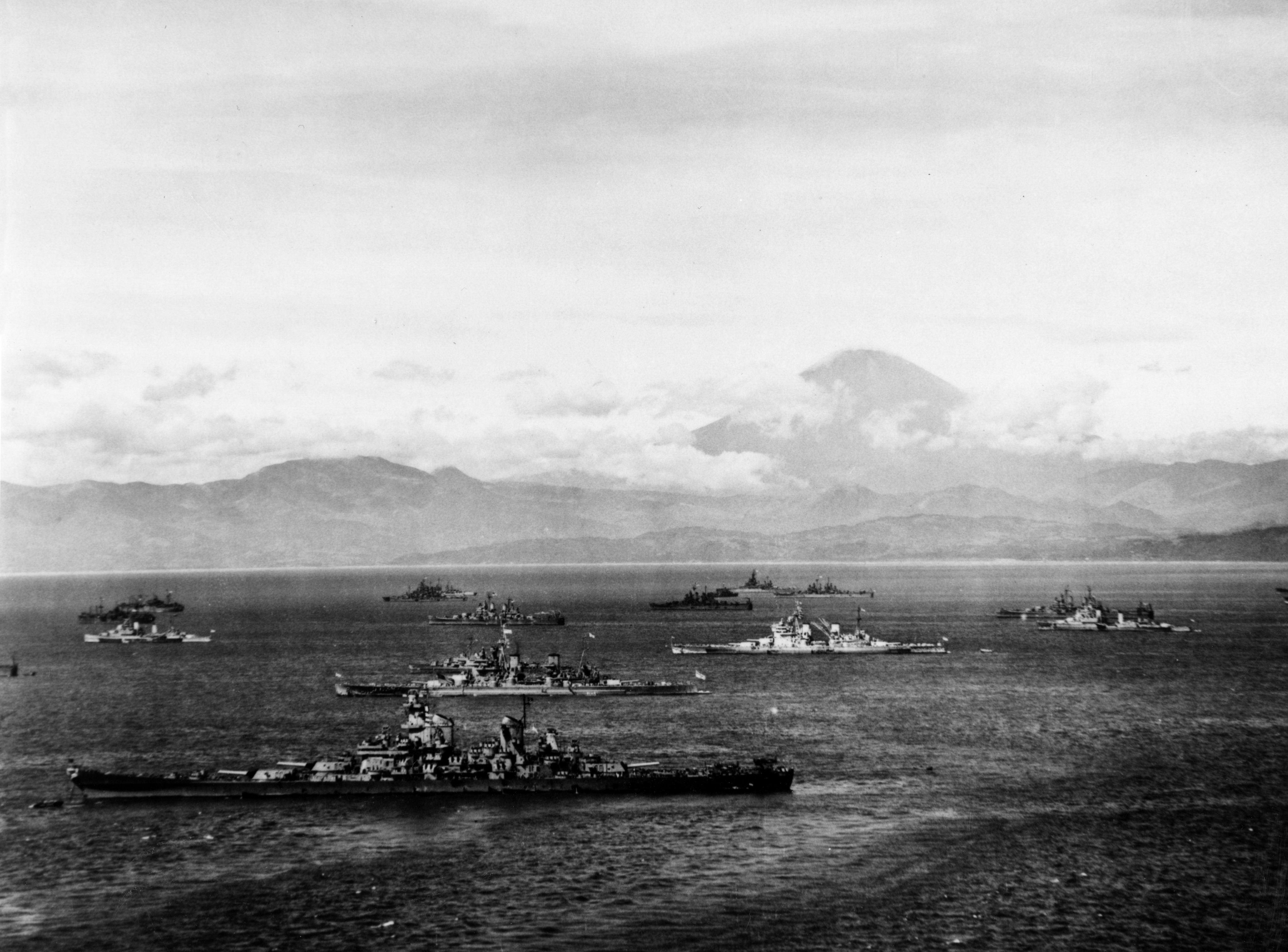
Vaixells de guerra de la Tercera flota nord-americana i de la flota britànica del Pacífic a la badia de Tòquio, el 28 d'agost de 1945, preparant-se per a la rendició formal japonesa. El Duke of York es troba just més enllà de l' al capdavant. El mont Fuji està al fons.

El 29 de març de 1944, el Duke of York i la major part de la Home Fleet van abandonar Scapa Flow per proporcionar una força de suport al convoi JW 58. El vaixell va operar a l'Àrtida i com a coberta per als portaavions que duen a terme la sèrie d'atacs aeris de Goodwood sobre el Tirpitz a mitjans o finals d'agost. Al setembre, quan va ser revisada i modernitzada parcialment a Liverpool, es van afegir equips de radar i canons antiaeris addicionals. Aleshores se li va ordenar unir-se a la flota britànica del Pacífic i va navegar en companyia del seu germà Anson el 25 d'abril de 1945. Un problema amb els circuits elèctrics del vaixell va retardar-lo mentre estava a Malta i, com a resultat, no va arribar a Sydney fins al 29 de juliol, moment en què ja era massa tard per a ella per prendre alguna cosa significativa. part en les hostilitats contra els japonesos.
No obstant això, a principis d'agost, el Duke of York va ser assignat a la Task Force 37, juntament amb quatre portaavions i el seu vaixell germà King George V. Des del 9 d'agost, el TF 37 i tres forces de treball de portaavions nord-americans van dur a terme una sèrie d'atacs aeris al Japó, que van continuar fins al 15 d'agost quan va entrar en vigor una rendició. Després de la conclusió de les hostilitats, el Duke of York, juntament amb el seu germà, el King George V, va participar en les cerimònies de rendició que van tenir lloc a la badia de Tòquio. El mes següent, el Duke of York va navegar cap a Hong Kong per unir-se a la flota que s'hi va reunir per acceptar la rendició de la guarnició japonesa. Va ser el vaixell insígnia de la flota britànica del Pacífic quan els japonesos es van rendir, i va romandre així fins al juny de 1946, quan va tornar a Plymouth per a una revisió.

### Postguerra

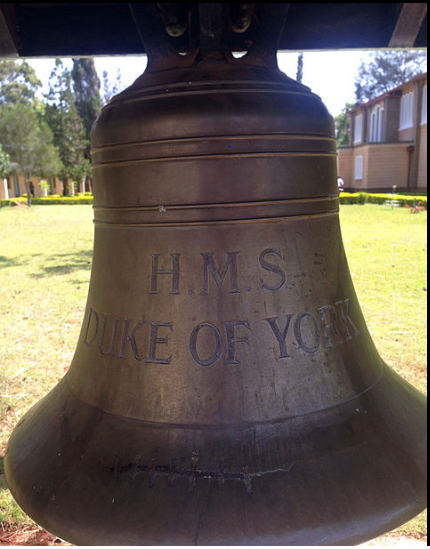
Campana del vaixell HMS Duke of York

El Duke of York va ser el vaixell insígnia de la Home Fleet després del final de la guerra i va romandre en servei actiu fins a l'abril de 1949. Va ser aixecada al novembre de 1951, i el 18 de maig de 1957 es va ordenar el seu desballestament. Va ser desmarxat per Shipbreaking Industries, Ltd., a Faslane. La campana del vaixell va ser rescatada i donada a l'escola Duke of York (des d'aleshores rebatejada com a Lenana School) a Nairobi, Kenya.

## Reequipaments
Durant la seva carrera, Duke of York va ser reequipat en diverses ocasions per actualitzar el seu equipament. A continuació es mostren les dates i els detalls de les reformes realitzades.
| Dates s                           | Ubicació  | Descripció de l'obra |
| --------------------------------- | --------- | --- |
| Abril 1942                        | Rosyth    | S'afegeixen 8 canons Oerlikon únic de 20 mm afegits. |
| Desembre de 1942 – Març de 1943   | Rosyth    | S'afegeixen 14 canons únic 20 mm afegit. |
| Inicis de 1944                    |           | S'eliminen 2 canons únic de 20 mm S'afegeixen 2 canons bessons de 20 mm. |
| Septembre de 1944 – Abril de 1945 | Liverpool | S'afegeixen 2 × 4 canons de 40 mm, 2 × 8 de 2 pdr afegits, 6 × 4 canons 2-pdr pom-pom, 14 × bessons de 20 mm S'eliminen 18 × 20 mm individuals, les instal·lacions d'avions. S'afegeixen 2 radars tipus 277, 282 i 293 S'ha eliminat el radar tipus 273, el radar tipus 281 substituït pel radar tipus 281B; s'elimina el radar tipus 284 substituït per 2 × radar tipus 274 |
| 1946                              |           | S'afegeixen 4 × canons pompons de 2 pdr, 25 S'eliminen 25 canons individuals de 20 mm. |